# Бичарке на трави
Бичарке на трави је био женски српски хип хоп састав из Београда који је постојао у периоду од 2002. до 2006. Чиниле су га Уна Сенић и Марија Јелић. Назив им је дао Ајс Нигрутин будући партнер Сенићеве. Реч бичарка је посрбљена енглеска реч bitch, док се трава односи на марихуану.
Њихове теме биле су углавном везане за секс, делимично алкохол и лаке дроге, односно, може се рећи да су представљале својеврсну критику дела женске популације ниског морала. Сарађивале су са хип хоп групама и соло реперима, од којих су свакако најзначајнији Београдски синдикат, Бед Копи и Прти Бее Гее, а поред њих ту су и Севен, Бвана и остали. Њихови провокативни текстови брзо су постали популарни међу млађом публиком и њихова популарност је све више расла. Наступале су соло, са групама Бед Копи и Прти Бее Гее, чак су наступале и на фестивалу Exit, а 2003. гостовале су у ТВ емисији Културни нокаут, где су њихови текстови наишли на делимичну критику појединих јавних личности.
Група је постојала до 2006, када су се разишле и почеле соло каријере. Марија је наставила да се бави музиком још извесно време, међутим, због породичних обавеза се скоро потпуно повукла са сцене, док се Уна још извесно време бавила музиком, а тренутно води ТВ емисију Ја имам таленат.